# Agriphila cyrenaicellus
Agriphila cyrenaicellus är en fjärilsart som beskrevs av Émile Louis Ragonot 1887. Agriphila cyrenaicellus ingår i släktet Agriphila och familjen Crambidae. Inga underarter finns listade i Catalogue of Life.